# Linea Massa-Senigallia

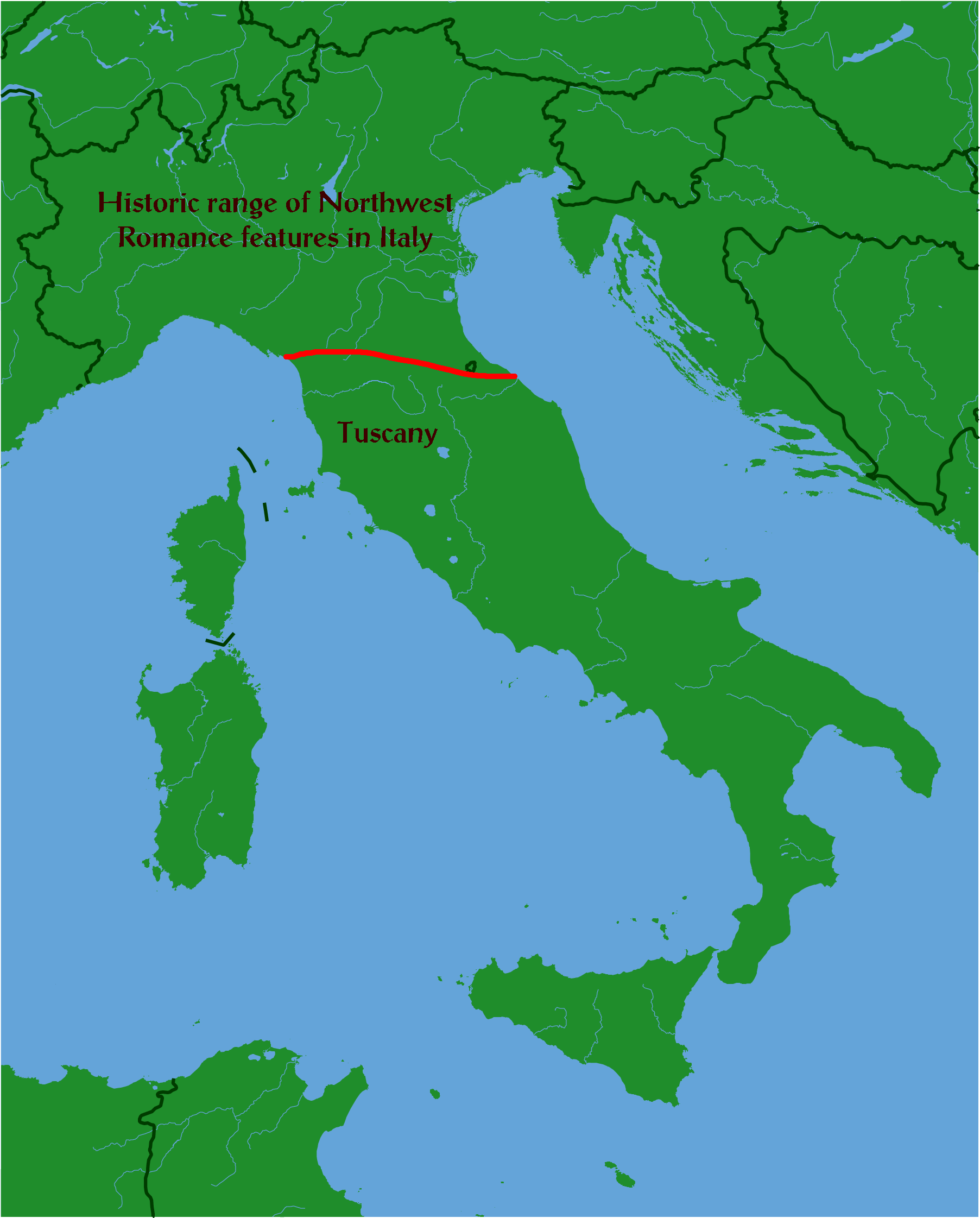
La linea Massa-Senigallia coincide, per gran parte del suo tratto, con lo spartiacque dell'appennino tosco-emiliano

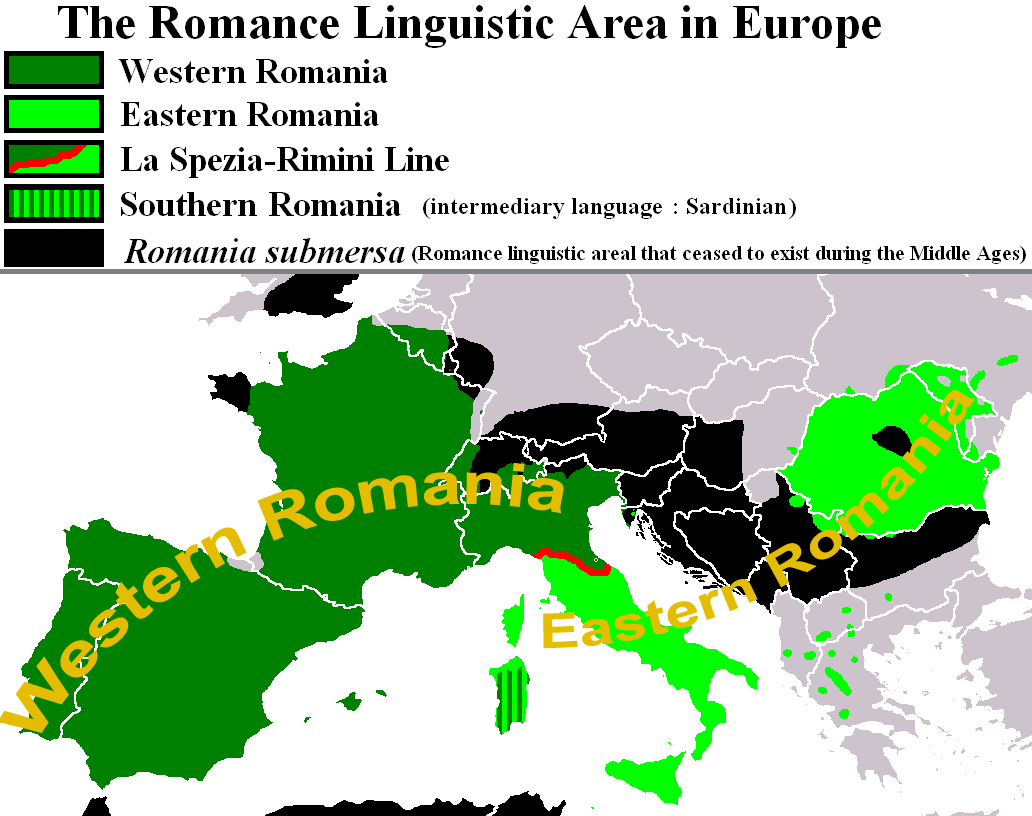
Suddivisione dei gruppi linguistici romanzo occidentale e romanzo orientale

Nella linguistica delle lingue romanze, la linea Massa-Senigallia (nota anche, quando viene fatta coincidere con i confini delle regioni Italiane, come linea La Spezia-Rimini) è una linea che si riferisce a un numero d'importanti isoglosse che distinguono le lingue romanze occidentali da quelle orientali. Le lingue romanze orientali includono il toscano (e quindi l'italiano), i dialetti italiani mediani, meridionali intermedi e meridionali estremi nonché il rumeno, mentre lo spagnolo (castigliano), l'aragonese, l'occitano, il francese, il catalano e il portoghese sono rappresentanti del gruppo occidentale, così come le lingue dell'Italia settentrionale: venete, galloitaliche (piemontese, ligure, lombardo, emiliano e romagnolo) e il gruppo retoromanzo (composto da romancio, ladino e friulano).
Il sardo ha caratteristiche peculiari e mentre da alcuni linguisti non viene associato né al ramo occidentale, né a quello orientale, ma piuttosto a un ipotetico ramo meridionale, dalla maggioranza è considerato parte del ramo occidentale, pur avendo anche alcuni aspetti sintattici propri del ramo orientale (come l'aggettivo possessivo posto dopo il nome cui si riferisce).  Va notato che nella parte settentrionale della Sardegna si parlano il gallurese e il sassarese, che, così come il còrso della vicina isola, sono assegnati alle lingue romanze orientali e non fanno parte della lingua sarda.
La linea corre lungo lo spartiacque tra Italia continentale e peninsulare, tra le città di Massa (in Toscana) e Senigallia (nelle Marche). La caratteristica più importante della linea riguarda la sonorizzazione di certe consonanti in posizione intervocalica, in particolare /p/, /t/ /k/ del latino. La sonorizzazione, la lenizione o la caduta di queste consonanti è caratteristica della parte occidentale, a nord e ovest della linea; il mantenimento della parte orientale, a sud ed est della medesima. Per esempio, il latino focu(m) (la /m/ finale non era più pronunciata già nel latino classico) è diventato fuoco in italiano e foc in romeno, ma fogo/fog nelle lingue norditaliche e fuego in spagnolo.
Per quanto riguarda il toscano, un'importante isoglossa corre nella Toscana nordoccidentale fra le province di Lucca e Pistoia, sul  versante orientale della Valleriana: ad occidente (Garfagnana Valdilima e Valleriana) si nota la sonorizzazione della c e della t (fatica=fadiga) mentre spostandosi verso est la c è progressivamente aspirata e la t rimane sorda.
Un'altra importante isoglossa che cade sulla linea riguarda il plurale dei nomi. A nord e ovest della linea, così come per le lingue romanze meridionali, deriva dall'accusativo latino plurale e di solito finisce in /s/ (a parte i parlati italiani settentrionali, che sembrano però averlo conosciuto in passato, e il francese, dove è caduto in epoca recente, ma si è conservato nella scrittura e nella liaison), senza distinzione di genere e declinazione. A sud ed est della linea il plurale dei nomi finisce in vocale: la spiegazione di questo fatto è che deriva dal caso nominativo oppure dal cambiamento della /s/ latina in /i/ (iotacizzazione). In parecchi casi, specie nelle varietà in cui cade la vocale finale o si neutralizza in /ə/ spesso cambiano anche le vocali intermedie. Per esempio, ecco alcuni plurali di parole d'origine comune latina e tradizione ininterrotta in italiano, spagnolo e sardo messe a confronto col rumeno:
| Italiano   | Rumeno       | Spagnolo e Portoghese | Sardo             | Nominativo latino | Accusativo latino |
| ---------- | ------------ | --------------------- | ----------------- | ----------------- | ----------------- |
| vita, vite | viață, vieți | vida, vidas           | bida, bidas       | vita, vitae       | vitam, vitās      |
| lupo, lupi | lup, lupi    | lobo, lobos           | lupu, lupos / -us | lupus, lupī       | lupum, lupōs      |